# María José Escalona
María José Escalona Cuaresma (Sevilla, 17 de enero de 1976) es una doctora en ingeniería informática española, que trabaja como catedrática  de universidad del departamento de Lenguajes y Sistemas Informáticos en la Universidad de Sevilla.

## Biografía
María José Escalona Cuaresma estudió en tres colegios en su etapa de primaria: en el CEP Adriano, el CEP Hermanos Machados y el CEP Juan de Mairena, todos ellos colegios públicos de la zona norte de Sevilla. En el año 1991 ingresó en el IES Pino Montano donde realizó sus estudios de bachillerato y COU en el área de Ingeniería y Arquitectura. En el año 1994 ingresó en la Escuela Técnica Superior de Ingeniería Informática de la Universidad de Sevilla donde se graduó en Ingeniería Técnica, en el área de Informática de Gestión en el año 1997. Posteriormente, en 1999, en la misma Escuela consiguió su titulación de Ingeniería Superior en el área de Informática. Durante sus estudios comenzó a trabajar como freelance en diferentes organismos y empezó a colaborar como Alumna Interna en el Departamento de Lenguajes y Sistemas Informáticos. 
Tras sus estudios de Ingeniería, compatibilizando su trabajo profesional con los estudios de postgrado, en 2002 obtuvo su Diploma de Estudios Avanzados. En el año 2004 se doctoró en Ingeniería Informática por la Universidad de Sevilla con la mención internacional, gracias a sus estancias en la Ludwig Maximilians Universidad de Múnich a través de una beca en el  Servicio Alemán de Intercambio Académico y en la Universidad de Niza Sophia Antipolis mediante una beca de la Fundación CEGETEL/SFR. 
Además de su formación oficial, posee diferentes certificados profesionales y ha realizado diferentes cursos de especialización en áreas de innovación docente e investigadora. 

## Trayectoria Profesional
En 1998, una vez finalizado sus estudios de Ingeniería Técnica,  se estableció como autónoma, trabajando para diferentes organismos como analista informática. Entre ellos, cabe destacar su colaboración con el Instituto Andaluz del Patrimonio Histórico, centro en el que nace la motivación para su tesis doctoral gracias a los trabajos realizados en el sistema .  Paralelo a esto, comenzó a colaborar con el Departamento de Lenguajes y Sistemas Informáticos de la Universidad de Sevilla a tiempo parcial en el curso 2000-2001. En el año 1999 consigue un puesto como interina en la Consejería de Economía y Hacienda de la Junta de Andalucía donde trabajó principalmente en el análisis de sistemas software orientados al comercio nacional e internacional. En el año 2002 se centró en el entorno académico y consiguió un contrato como profesora asociada a tiempo completo en el Departamento de Lenguajes y Sistemas Informáticos de la Universidad de Sevilla. Aquí ha ocupado diferentes figuras docentes investigadoras: profesora colaboradora, profesora contratada doctor y profesora titular,  obteniendo finalmente la plaza de catedrática en el mismo departamento, en el año 2018.  
Además de su perfil docente ha ejercido otros cargos unipersonales en su trayectoria. Como profesora ha sido colaboradora internacional en la Wyższa Szkoła Zarządzania i Bankowości w Krakowie durante los cursos 2014 al 2016 y los cursos 2021 al 2024. También ha sido profesora invitada en la Universidad de Alcalá en diferentes programas de postgrado en Ingeniería Informática. Durante los años 2010 al 2013 fue Subdirectora de Extensión Universitaria de Relaciones Internacionales, y entre 2013 y 2017 Subdirectora de Relaciones Internacionales y Empresariales en la Escuela Técnica de Ingeniería Informática de la Universidad de Sevilla.   
Durante los años 2013 a 2016 ha colaborado con la  Agencia Nacional de Evaluación y Prospectiva como Adjunto equipo de Coordinación del Área de Ciencias de la Computación y Tecnología Informática. Responsable Ingeniería del Software, Bases de Datos y Seguridad. En el año 2020 tomó posesión como miembro vocal de la Comisión de evaluación del programa VERIFICA y MONITOR. Comisión Ingeniería y Arquitectura 1 de Grado, Máster y Doctorado de la Aneca. Desde el año 2019 también pertenece al Consejo de Administración de INPR, en la Diputación Provincial de Sevilla. En el año 2024 comienza a colaborar en la Agencia Estatal de Investigación como Colaboradora de la División de Coordinación, Evaluación y Seguimiento Científico y Técnico asumiendo el rol de gestora del área científica: Tecnologías de la información y de las comunicaciones (TIC), en la subárea de Ciencias de la computación y tecnología informática (INF).En su trayectoria ha participado como colaboradora en muchas redes, agencias de calidad y organismos de evaluación tanto nacionales como internacionales.
A nivel docente, ha impartido clases en diferentes asignaturas, principalmente relacionadas con la Ingeniería Informática, a nivel tanto de grado como de máster y tanto nacional como internacional. Defensora de la innovación docente y aboga por sistemas de participación activa del estudiante. Así, por ejemplo, gran parte de sus clases magistrales están grabadas en YouTube, haciendo que su alumnado se convierta en parte activa del debate en las clases presenciales.

## Trayectoria Investigadora
En el año 2004 funda el grupo de Investigación de Ingeniería Web y Testing Temprano, grupo que es reconocido como grupo de investigación en sistema de investigación andaluz con el código TIC021. Este grupo cambia su nombre, pero no sus principios en el año 2021 y actualmente sigue siendo su directora. El grupo, denominado actualmente ES3 (Engineering and Science for Software System), es un grupo con reconocido prestigio internacional que focaliza su investigación en las etapas más tempranas de la Ingeniería del Software. Centrados siempre en buscar una sinergia con la sociedad y el usuario, en el grupo se trabaja para mejorar el desarrollo de software hacia las personas. Algunas de las líneas principales que cubre incluyen la Ingeniería de requisitos, la Calidad de software, las Pruebas de software, Automatización robótica de procesos o la aplicación de estos conceptos en campos como la Inteligencia artificial.  
Durante todos sus años como investigadora ha publicado más de 300 trabajos de investigación en diferentes foros y revistas de alto impacto. Ha participado y dirigido numerosos proyectos de ámbito local, nacional e internacional y ha pertenecido y trabajado en diferentes redes y consorcios relacionados con sus áreas de investigación.  Sin embargo, si hay algo que destaca en el curriculum de María José y en la trayectoria de su grupo de investigación son las sinergias empresariales y los proyectos de transferencia en los que ha participado.
También son destacable sus relaciones internacionales. Ha realizado numerosas estancias nacionales e internacionales en centros de diferentes países como: Reino Unido, Estados Unidos, Argentina, Chile, Perú, Italia, Polonia, Alemania, Francia, India, Japón, Ucrania, Cuba y Croacia.
   

Es referente en el apoyo a iniciativas como WomAN Digital, el programa CS4Women o en la participación de eventos y publicaciones para apoyar el empoderamiento de la mujer en las STEM y especialmente las TIC. 

Ahora mismo todo está evolucionando tan rápido que es imposible ser el mejor de todo. Se trata de buscar simbiosis para garantizar que al final consigamos nuestro objetivo ... Creo que hoy en día lo más importante y el mayor valor que tienen las empresas son las redes de contacto.

## Medios de comunicación
Desde enero de 2025 se convierte en colaboradora con el programa de Canal Sur Radio Gente de Andalucía con Pepe Da-Rosa Jr  mediante una sección sobre tecnología orientada a la difusión de los avances de las Tecnologías de la Información y la Ingeniería Informática a la Sociedad. 
Tiene además una presencia constante en las redes sociales entre las que cabe destacar su canal de TIK TOK para despertar las vocaciones STEM.  o su Podcast de Spotify GDA-tecnología con MJ Escalona. 

## Premios y reconocimientos
- 2025 Premio Pulso extraordinario a la Investigación en Andalucía. [11]
- 2024 Premio Entidad Privada: G7 Innovation Solutions, S.L al proyecto Delfos [12] del que María José Escalona es investigadora principal con el profesor Julián García por parte de la Universidad de Sevilla. [13]
- 2023 Premio Ada Byron a la mujer tecnóloga.[14]
- 2023 Finalista Premio Mujer Líder en el sector público por su trayectoria.[15]
- 2022 Premio LUZ. Mención especial a la trayectoria.[16]
- 2020 Premio Roma en la categoría "Mujer Inclusiva: Compromiso social y RSC".[6][17]
- 2015 Premio Fujitsu a la Innovación.[7]